# Äquatorial (Fernrohr)
Ein Äquatorial ist ein Messinstrument des späten 19. Jahrhunderts zur genauen Bestimmung von Sternörtern. 
Es ist ein äquatorial montiertes, langbrennweitiges Fernrohr mit großen, fein geteilten Kreisen und Ablesemikroskopen. Im Gegensatz zum Meridiankreis kann man auch außerhalb des Meridians direkte Rektaszensions- und Deklinationsdifferenzen messen.
Das größte je gebaute Teleskop dieser Art steht in Hamburg-Bergedorf (30 cm Öffnung, 3 m Brennweite). Diese Sternwarte machte sich seit etwa 1900 besonders um die Positionsastronomie und Sternkataloge wie den AGK3 verdient. Etwa 20 Jahre zuvor hatte Maurice Loewy am Pariser Observatorium für seinen fotografischen  Mondatlas ein spezielles Äquatorial mit Coudé-Strahlengang und besonders langer Brennweite gebaut.
Die Theorie dieser Messmethode stammt vom Gothaer Astronomen Hansen, der 1860 bei der Firma Repsold in Hamburg ein derartiges Gerät für die Sternwarte Gotha bauen ließ. Dieses Äquatorial benötigte keine Nachführung, da die Messung direkt beim Sterndurchgang am Fadennetz erfolgt. Dafür sind aber möglichst große fein geteilte Kreise notwendig. Weil das Instrument die Erwartungen nicht im gewünschten Maße erfüllte, wurde es 1885 wieder für normale, der scheinbaren Himmelsdrehung folgende Nachführung zurückgebaut.